# Diaphus faustinoi
Diaphus faustinoi är en fiskart som beskrevs av Fowler, 1934. Diaphus faustinoi ingår i släktet Diaphus och familjen prickfiskar. Inga underarter finns listade i Catalogue of Life.